# وفيات موسم الحج 2025
بدأ موسم الحج لعام 2025 في 4 يونيو واستمر حتى 9 يونيو ، شهد الموسم عدة وفيات نتيجة الأمراض المزمنة والحرارة الشديدة التي بلغت 47 °C في مكة. وسط صمت السلطات السعودية وامتناعها عن نشر أعداد الوفيات الأولية او النهائية، الا انه امكن جمع إحصائية أولية استناداً إلى بيانات نشرتها مؤسسات بعض الدول بشأن وفيات حجاجها:

## احصائية الوفيات
| الجنسية   | الوفيات | المصدر      |
| --------- | ------- | ----------- |
| إندونيسيا | 175     | [ 2 ]       |
| الجزائر   | 25      |             |
| بنغلاديش  | 19      |             |
| إيران     | 13      | [ 3 ] [ 4 ] |
| تركيا     | 14      |             |
| ماليزيا   | 10      | [ 2 ]       |
| نيجيريا   | 7       | [ 2 ]       |
| غانا      | 7       |             |
| تونس      | 4       | [ 5 ]       |
| السودان   | 2       |             |
| لبنان     | 1       | [ 6 ]       |
| ليبيا     | 2       |             |
| الاردن    | 1       |             |
| اليمن     | 1       | [ 7 ]       |
| البحرين   | 1       |             |
| الكويت    | 1       | [ 8 ]       |
| العراق    | 1       |             |

ومن الجدير بالذكر ان السلطات السعودية اعلنت العام الماضي 2024 عن اعداد وفيات بلغ 1301 وفاة وهو رقم اقل من اجمالي الأعداد الحقيقة التي اعلنت عنها سلطات بعض الدول.